# Michael Elsener

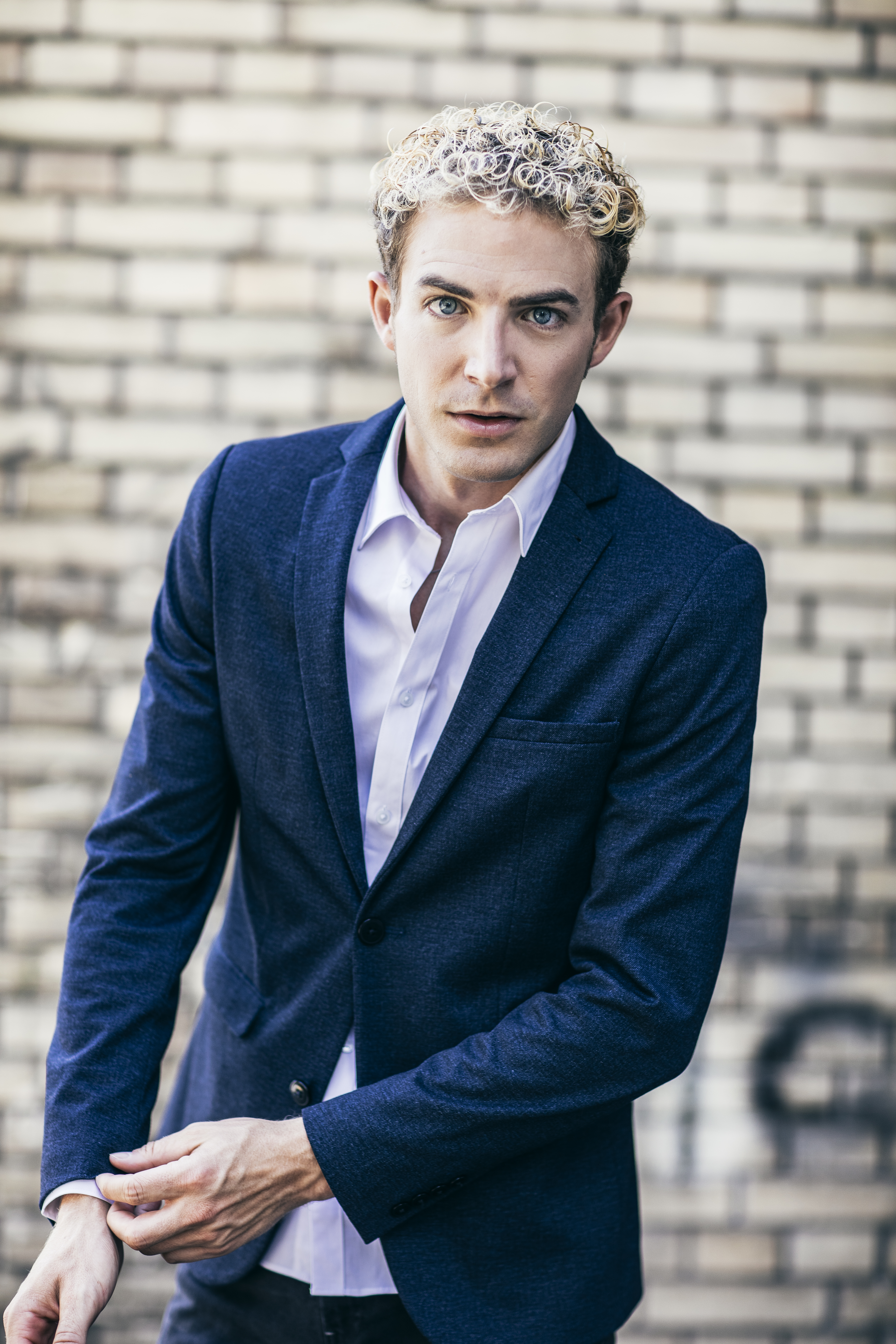
Michael Elsener (2017)

Michael Elsener (* 18. September 1985 in Zug) ist Schweizer Satiriker, Kabarettist, Parodist und Stand-up-Comedian.

## Leben

### Ausbildung
Elsener hat 2010 an der Universität Zürich das Studium der Politikwissenschaften und Publizistik mit dem Master abgeschlossen. Seine Schwerpunkte waren Schweizer Politik, politische Philosophie und internationale Beziehungen. Er bildete sich weiter in «Das Wesen des Clowns» bei Jacopo Fò, Carlo Colombaioni und Alessio Targioni in Florenz sowie im Fach Improvisationstheater, Stimmbildung, Schauspiel an der Zürcher Hochschule der Künste. Es folgte eine Arbeit an Nummern und Programmen mit den Regisseuren Franz Odermatt, Werner Baumgartner, Hilde Schneider, Ueli Bichsel, Max Werner Widmer und Paul Steinmann.
2012 erhielt Elsener ein Kulturstipendium vom Kanton Zug und konnte so während eines halben Jahres in New York Praktika absolvieren. In dieser Zeit entwickelte er einen englischen Stand Up Act, mit dem er sich allmählich in der New Yorker Comedy-Szene vorarbeitete.

### Bühnenlaufbahn
Seit 2006 tourt Elsener mit abendfüllenden Soloprogrammen durch die Schweiz. Mit seinem Programm «copy & paste» feierte Elsener 2009 Premiere. 2011 folgte «Stimmbruch». 2015 startete er seine dreijährige Schweiz-Tournee mit seinem dritten Soloprogramm «Mediengeil». Ab 2012 tourte er mit «Schlaraffenland» auch durch Deutschland. Mit Ausschnitten davon war er unter anderem Gast bei «Nightwash», «Schlachthof» und den «Radiospitzen». Im 2017 feierte er Premiere mit seinem zweiten deutschen Soloprogramm «Mediengeil».

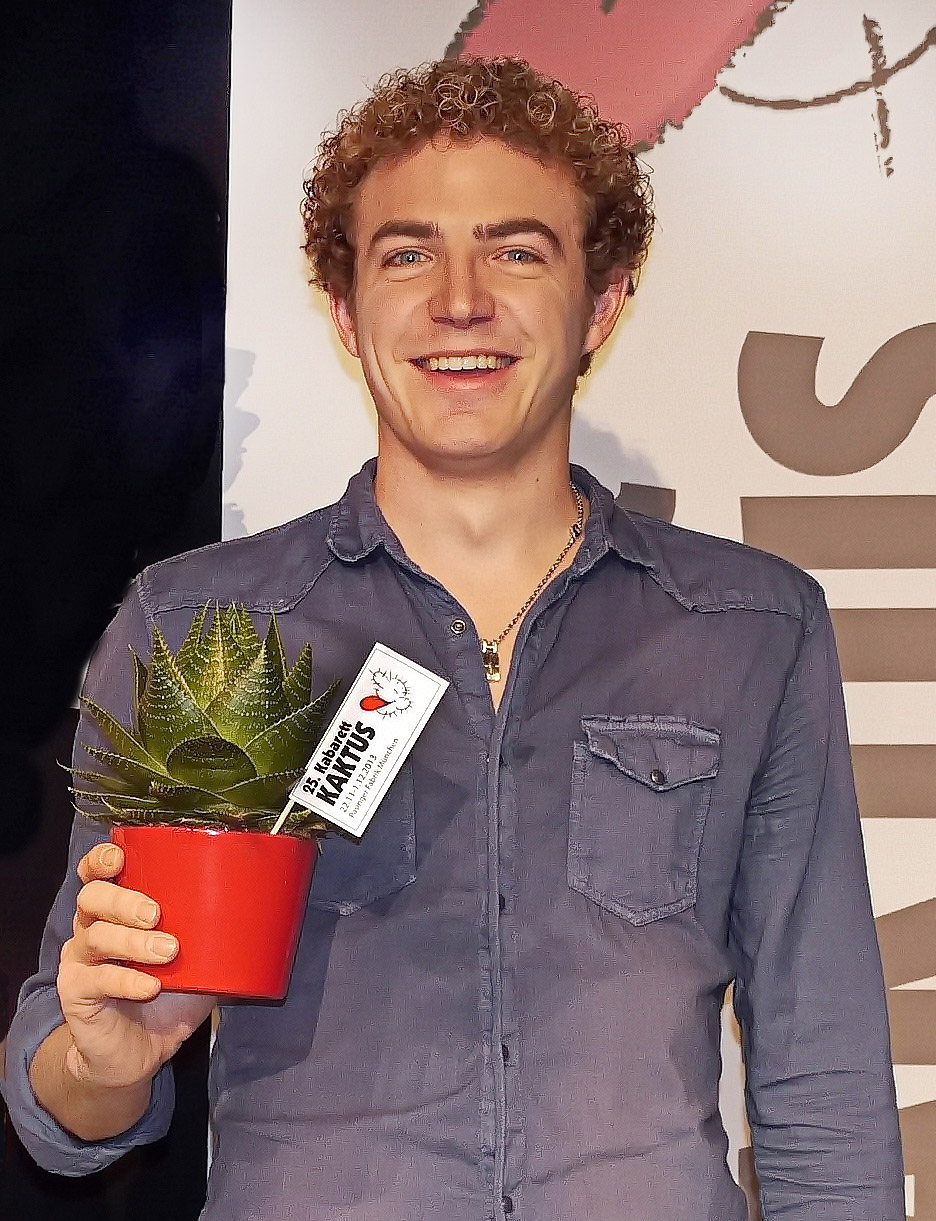
Michael Elsener, Kabarett Kaktus Preisträger 2013

Im Jahr 2019 war er Host der Satire-Show «Late Update – mit Michael Elsener» im Schweizer Fernsehen, wo er auf satirische Art das Geschehen in der Schweiz und auf der Welt kommentiert. Elsener wurde bekannt für seine fiktiven Bühnenfiguren, klassische Kabarettnummern und seine Imitationen, etwa von Alt-Bundesräten Moritz Leuenberger, Johann Schneider-Ammann, der Fernsehmoderatoren Kurt Aeschbacher, Ueli Schmezer, Andreas Moser und Stephan Klapproth, des deutschen Comedians Michael Mittermeier, Christa Rigozzi, Hausi Leutenegger und des Schweizer Tennisspielers Roger Federer. Er hatte regelmässig Auftritte in Einspielfilmen oder als Live-Act bei «Giacobbo/Müller», Schweizer Fernsehen, wo er auch Mitglied im Autorenteam war. Als Jüngster Kabarettist trat er in der Samstagabendshow «Benissimo» im Schweizer TV auf.
Ausserdem arbeitete Elsener als freier Journalist für die Neue Zuger Zeitung und das Schweizer Radio DRS und hatte Auftritte in der Satiresendung «Spasspartout» von SRF 1.

## Werke

### Soloprogramme; Tournee durch die Schweiz
- 2009–2011: «copy & paste». In diesem Programm ging es um die Problematik, dass in der heutigen Zeit eigentlich nichts mehr wirklich neu ist. Das Meiste ist bloss eine neue Kombination des Dagewesenen. Elsener beschreibt daneben auch das Verhältnis von Original und Kopie.
- 2011–2014: «Stimmbruch». Elsener karikiert das schwierige Leben als Teenager und lanciert erstmals die Figur seines Grossvaters Jürg Elsener. Die Figur des Grossvaters berichtet mit viel schwarzem Humor von einer Revolution im Altersheim.
- 2015–2018: «Mediengeil». In diesem Programm wird zum Beispiel die gesellschaftliche Smartphone-Abhängigkeit behandelt und die Frage gestellt, wie die Medienkonzerne immer weitere Aspekte unseres Lebens kontrollieren.
- 2020–2022: «Fake Me Happy». Das Programm kombiniert Stand Ups, Parodien und Songs und widmet sich dem Thema Digitalisierung und "Mehr Schein als Sein".
- Seit 2023: «Alles wird gut». Die Polit-Comedy-Show thematisiert die Teilhabe am politischen Prozess und der Demokratie in der Schweiz und kombiniert dies mit Stand Ups und Parodien.

### Soloprogramme; Tournee durch Deutschland
- 2012–2016: «Schlaraffenland». Elsener zeigt darin, wie Deutsche gerne in die Schweiz zum Arbeiten kommen und Schweizer gerne zum Einkaufen nach Deutschland fahren.
- 2016–2018: «Mediengeil». 2016 entwickelte Elsener sein Schweizer Programm «Mediengeil» für Deutschland weiter.

### Michael erklärt's
Seit 2014 veröffentlicht Elsener auf Social-Media-Kanälen Videos zu gesellschaftlich und politisch aktuellen und relevanten Themen und Abstimmungsvorlagen. Dazu gehören Themen wie der Mineralwasser-Konsum im Trinkwasserland Schweiz, Kleinkredite, Ehe für alle, No-Billag-Initiative, Selbstbestimmungsinitiative und Trinkwasser-Initiative. In den Videos vertritt Elsener Standpunkte der politischen Linken. Die Videos werden teilweise von linken Interessengruppen wie dem Schweizerischen Gewerkschaftsbund (SGB) und dem Mieterverband finanziert. Elsener weist dies in den Videos nicht aus, weil ihm zufolge die Geldgeber keinen Einfluss auf den Inhalt nehmen würden.

### Late Update
Im Jahr 2018 präsentierte Elsener für das Schweizer Fernsehen eine Pilotfolge einer neuen Late Night Show «Late Update – mit Michael Elsener». Die Sendung hat den Charakter eines News-Satire-Formats. Der Schwerpunkt von «Late Update» ist ein zehnminütiges Comedy Essay, in welchem Elsener vertieft auf ein Thema eingeht und ein Talk mit einem Gast. In der Pilotfolge war dies CVP-Präsident Gerhard Pfister.
2019 moderierte Elsener zwei Staffeln «Late Update» auf SRF 1: In der Satire-Show kommentierte er das Geschehen in der Schweiz und auf der Welt auf satirische Art und Weise und widmete sich jeweils einem Schwerpunktthema, wie beispielsweise dem Klima, welches er in den Sendungen genauer durchleuchtete. Ensemblemitglieder waren der Satiriker Renato Kaiser, die Bühnenpoetin Patti Basler, Autor und Theatermacher Matto Kämpf, Kabarettistin Uta Köbernick, Kabarettist Nils Althaus, Slam Poetin Lisa Christ und Stand-up-Comedian Sven Ivanić. Zu den Sendung kamen Talkgäste aus Politik oder Unterhaltung, wie u. a. der Präsident der Jungfreisinnigen Schweiz Andri Silberschmidt, die Rapperin Steff la Cheffe, Nationalrätin Tiana Angelina Moser, Staatssekretärin Pascale Baeriswyl und Alt-Bundesrat Moritz Leuenberger.

### Michael im Bett mit...
Das Format ist 2013 als Late Night Show gestartet und nun unter dem Namen "Michael im Bett mit..:" im Theater und auf den Social-Media-Kanälen zu sehen. Elsener lädt jeweils bekannte Persönlichkeiten zum Reden auf seine Bettkante ein, u. a. ehemaliger SRG-Generaldirektor Roger de Weck, SVP Fraktionschef Thomas Aeschi sowie Comedians wie Jonny Fischer von Divertimento und Marco Rima.

### Weitere Show-Formate
Andere Bühnenformate von Elsener sind beispielsweise der «Debattierclub», in dem er Politiker in neuen Debattier-Formen gegeneinander antreten lässt. Oder der «Langweilige Fotoabend», wo sich Prominente durch ihre Feriengeschichten lügen.

### Radio
Für Radio SRF3 entwickelte Elsener für den «aktuellen Expertentalk» die Figur des Mediensprechers Renato Caflisch. Dieser rechtfertigte auf haarsträubende Weise das Verhalten grosser Schweizer Unternehmen, welche in der Kritik standen. Für dasselbe Radio entwickelte Elsener ausserdem die Rubrik «Sparen mit Buser», in der der Sparfuchs Ronny Buser absurde Tipps für ein günstiges Leben in der Schweiz vermittelt.

## Auszeichnungen
- 2008: «Kleinkunstspecial» Schweizer Kleinkunstbörse Thun
- 2008: Der kleine Prix Walo
- 2008: 2. Platz am Swiss Comedy Award
- 2010: Kleinkunstkönig in Burgdorf
- 2010: 2. Platz «Sprungfeder», Oltner Kabarett-Tagen
- 2012: Prix Walo[11]
- 2013: Kabarett Kaktus München
- Nominiert für Prix Walo, Swiss Comedy Award, Tuttlinger Krähe, Prix Pantheon, St. Ingberter Pfanne, Deutsche Kabarett-Bundesliga, Stuttgarter Besen etc.